# Udea viridalis
Udea viridalis is een vlinder uit de familie van de grasmotten (Crambidae), uit de onderfamilie van de Spilomelinae. De wetenschappelijke naam van deze soort is voor het eerst voorgesteld als Pionea viridalis door Paul Dognin in een publicatie uit 1904.
De soort komt voor in Ecuador.